# Герб Социалистической Республики Румыния
Герб Социалистической Республики Румыния — один из государственных символов Румынии в период 1948—1989 годов. Сложился под влиянием государственной символики СССР. Первый вариант принят в январе 1948 года. Значительно изменён в марте 1948 года, после этого подвергался незначительным изменениям в 1952 и 1965 годах. Перестал использоваться с декабря 1989 года.

## Описание
Герб Социалистической Республики Румынии описывался в Конституции, принятой 21 августа 1965 года, в статье 116:
|  | Art. 116. Stema Republicii Socialiste România reprezintă munți împăduriți, deasupra cărora se ridică soarele. În partea stîngă a stemei se află o sondă. Stema este încadrată de o cunună de spice de grîu. În partea de sus a stemei se află o stea în cinci colțuri. În partea de jos a stemei, spicele sînt înfășurate într-o panglică tricoloră pe care este scris «REPUBLICA SOCIALISTĂ ROMÂNIA». |  | Статья 116. Герб Социалистической Республики Румыния изображает лесистые горы, над которыми восходит солнце. В левой части герба изображена нефтяная вышка. Герб обрамлен венком из пшеничных колосьев. В верхней части герба находится пятиконечная звезда. В нижней части герба колосья обвиты трехцветной лентой, на которой написано: «СОЦИАЛИСТИЧЕСКАЯ РЕСПУБЛИКА РУМЫНИЯ». |  |
|  | |  | |  |

Государственная печать описывалась в статье 117 и представляла собой герб страны, вокруг которого шла надпись «Социалистическая Республика Румыния». В западных странах существовало следующее разъяснение символики герба: горный ландшафт, нефтяная вышка и пшеничные колосья описывают природу страны и некоторые ее ресурсы, восходящее солнце представляет рассвет новой эры, красная звезда символизирует господствующую в стране коммунистическую идеологию.
Герб социалистической Румынии создавался под явным влиянием государственной символики СССР. Символы республики не отличались художественной выразительностью и не имели исторических корней.

## История

Одна из возможных реконструкций герба Румынской Народной Республики в январе — марте 1948 года

### Первый вариант (январь — март 1948)
После 1945 года старая геральдическая система начала постепенно упраздняться. Так, в мае 1945 года был принят закон, по которому из обращения и библиотек изымались в том числе книги, содержащие старые гербы. Однако королевский герб Румынии не был запрещён полностью, и использовался вплоть до упразднения монархии — например, он изображался на деньгах Румынии. После того как 30 декабря 1947 король Михай I года отрёкся от престола и была провозглашена Румынская Народная Республика, 8 января 1948 года был утверждён первый герб социалистической Румынии.
|  | Art. 7. — Stema Republicii Populare Române este înfățișată prin: un tractor, un grup de trei furnale pe câmpul unui soare care răsare, înconjurat de o înmănunchere de spice de grâu, legate de o panglică având inscripția: Republica Populară Română și inițialele R. P. R. la capătul spicelor. |  | Статья 7. — На гербе Румынской Народной Республики изображён трактор, три доменные печи на фоне восходящего солнца, герб обрамлён венком из пшеничных колосьев, перевязанных к лентой с надписью: Румынская Народная Республика, наверху помещена аббревиатура R. P. R. |  |
|  | |  | |  |

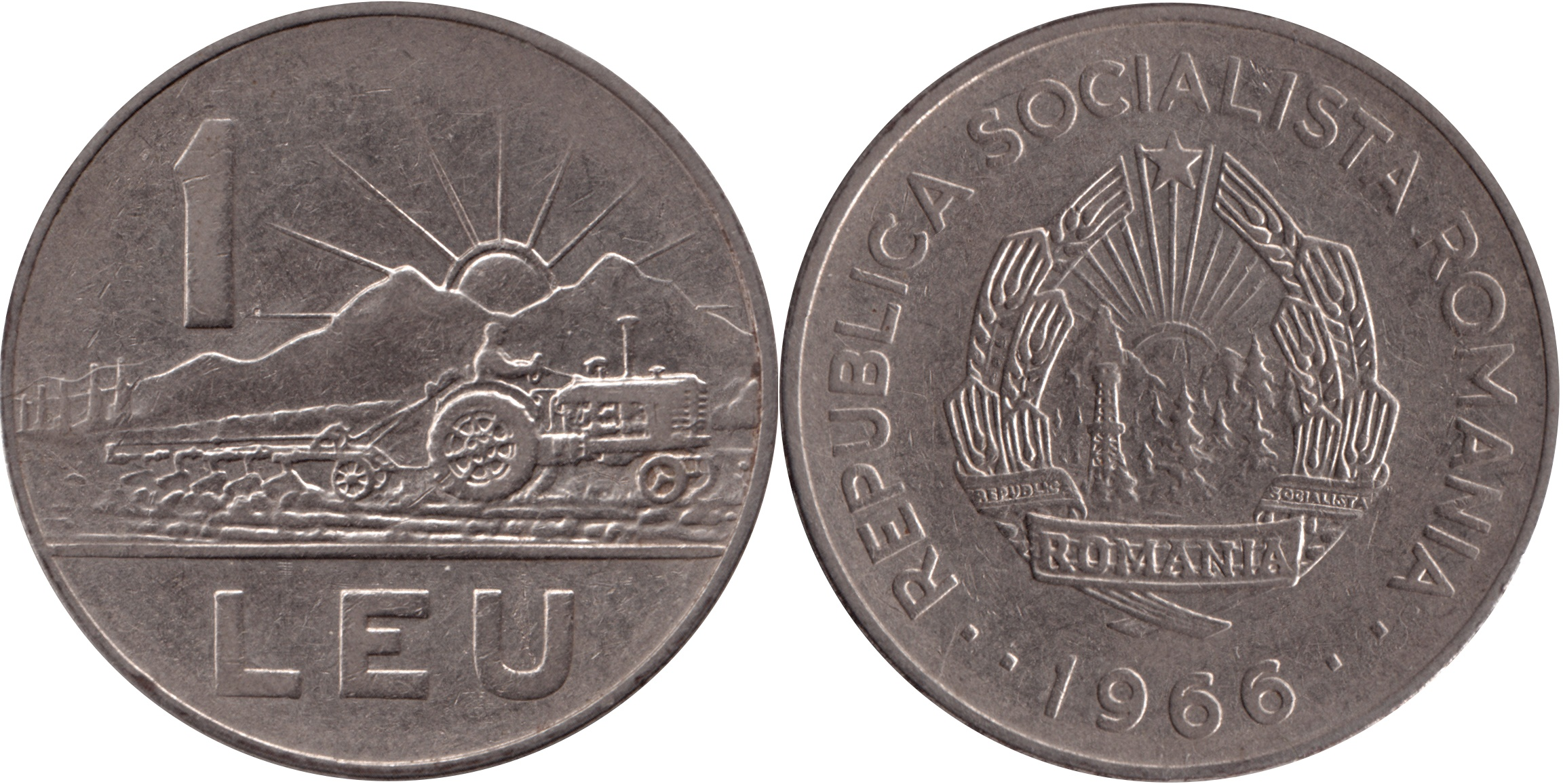
Монета Румынии в один лей (1966 год)

Из-за короткого срока существования герба — всего несколько месяцев — не существует его официального изображения или подробного описания. Однако в 1963 и 1966 годах были выпущены монеты в один лей с похожим рисунком (трактор, горы и доменные печи, но без венка). Опираясь на этот рисунок и на описание герба в законе, возможно реконструировать внешний вид герба Румынии 1948 года.

### Второй вариант (1948 — 1952)

1948 — 1952 гг.

Однако этот герб просуществовал всего несколько месяцев. 28 марта 1948 года был принят закон, вводивший новый герб, который через две недели был описан в новой конституции. Статья 99 конституции Румынской Народной Республики, вступившей в силу 13 апреля 1948 года, гласила:
|  | Art. 99. Stema Republicii Populare Române, reprezintă munți împăduriți, deasupra cărora se ridică soarele. În mijloc se află o sondă, iar în jurul stemei o coroană de spice de grâu. |  | Статья 99. На гербе Румынской Народной Республики изображены заснеженные горы, над которыми поднимается солнце. Посередине расположена нефтяная вышка, герб обрамлён венком из пшеничных колосьев. |  |
|  | |  | |  |

Статья 100 дополнительно упоминала о том, что «на государственной печати представлен герб страны». Данный герб оставался в силе в течение четырех лет, до принятия новой конституции.

### Третий вариант (1952 — 1965)

1952 — 1966 гг.

24 сентября 1952 года Великое национальное собрание Румынии приняло новую конституцию Румынской Народной Республики, что привело к незначительному изменению герба:
|                                                                                         | Art. 102. Stema Republicii Populare Române reprezintă munți împăduriți, deasupra cărora se ridică soarele. În partea stângă a stemei se află o sondă. Stema este încadrată de o cunună de spice de grâu. În partea de sus a stemei se află o stea în cinci colțuri. În partea de jos a stemei, spicele sunt înfășurate într-o panglică tricoloră pe care sunt scrise literele R.P.R. |  | Статья 102. На гербе Румынской Народной Республики представлены лесистые горы, над которыми восходит солнце. В левой части герба изображена нефтяная вышка. Герб обрамлён венком из пшеничных колосьев. В верхней части герба находится пятиконечная звезда. В нижней части герба колосья обвиты трехцветной лентой, на которой написаны буквы R. P. R. |  |
| Loi n° 91/AN/00/4ème L du 10 juillet 2000 portant définition du sceau de la République. | |  | |  |

Государственная печать в конституции не описывалась. Этот герб отличался от предыдущего наличием пятиконечной звезды, что делало герб Румынии еще больше похожим на герб СССР.

### Четвертый вариант (1965 — 1989)
В 1965 году была принята новая конституция, и Румынская Народная Республика стала называться Социалистической Республикой Румыния, что нашло отражение в очередном незначительном изменении государственного герба. Отличием этого герба были полная запись (а не аббревиатура, как раньше) нового названия страны на трехцветной ленте и немного другое расположение ленты. Кроме того, в основном поле герба цвет зелёного подножия был заменен на синий — цвет, символизирующий реки Румынии.
Этот герб оставался неизменным до 1989 года, когда после свержения Чаушеску герб был отменён. Основным символом антисоциалистических сил был флаг Социалистической Республики Румыния, с полотнища которого был вырезан герб. Сразу же после свержения Чаушеску был поставлен вопрос о новых символах. Была создана Геральдическая комиссия, которая представила парламенту два варианта государственного герба, которые, после обсуждения, были объединены в новый, окончательный вариант, принятый двумя палатами парламента на заседании 10 сентября 1992 года.